# Caribe (métro de Medellín)
Pour les articles homonymes, voir Caribe.
Caribe est une station du métro de Medellín sur la ligne A, à Medellín en Colombie. 